# ISO 31-7
ISO 31-7は、音に関する量とその単位について定めた国際標準化機構(ISO)の国際規格で、ISO 31の一部である。
2007年に発行されたISO 80000-8によって置き換えられ、ISO 31-7は廃止された。
日本工業規格(JIS)では JIS Z 8202-7:2000 が相当する。2014年に ISO 80000-8 に相当する JIS Z 8000-8:2014 が発行され、 JIS Z 8202-7:2000 は廃止された。